# بربع
بربع أو بالربع هو أحد قصور بلدية أدرار بدائرة أدرار التابعة لولاية أدرار بالجنوب الغربي الجزائري ويتكون من قصبات هي:
- -قصبة سيد المهدي بوشنتوف: ويسكنها الأشراف ويتبعون الطريقة القادرية.
- -قصبة مولاي أحمد: ويسكنها الأشراف ويتبعون الطريقة الطيبية.
- -قصبة أولاد سيد احمد: ويسكنها الأشراف ويتبعون الطريقة الطيبية.
- -قصبة أبازو: ويسكنها الأشراف ويتبعون الطريقة الطيبية.
- -قصبة المرابطين: وهي زاوية يسكنها مرابطون أصلهم من كرزاز ويتبعون الطريقة الكرزازية.

## التاريخ
تم تأسيس أول قصر ببربع على يد محمد إدريس عام 1413 م موافق (816/815 هـ).

## السكان
وسكان هذا القصر من الأشراف أولاد مولاي بوشنتوف 
وأولاد سيدي أحمد بن موسى الكرزازي.

## النشاط الفلاحي
يعمل أغلب سكان قصر بربع في الفلاحة التي يغلب عليها غرس النخيل ويستعمل السكان تقنية الفقارة لتوفير المياه للسقي، نجد ببربع سبع فقارات هي:

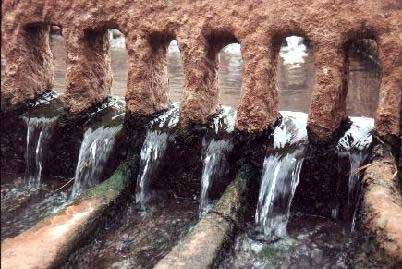
قصري لتقسيم ماء الفقارة

| إسم الفقارة     | عدد الآبار |
| --------------- | ---------- |
| اعدوي           | 940        |
| العلية          | 75         |
| مكول (أمغل)     | 330        |
| بويوسف          | ؟          |
| حاج مكيد        | ؟          |
| مولاي دريس      | ؟          |
| أولاد سيد لحبيب | ؟          |

## الأعلام
1. سيدي المهدي بوشنتوف: وهو ولي صالح له ضريح ببربع وتقام له زيارة سنوية.[3]